# Olympische Sommerspiele 1992/Leichtathletik – 200 m (Frauen)

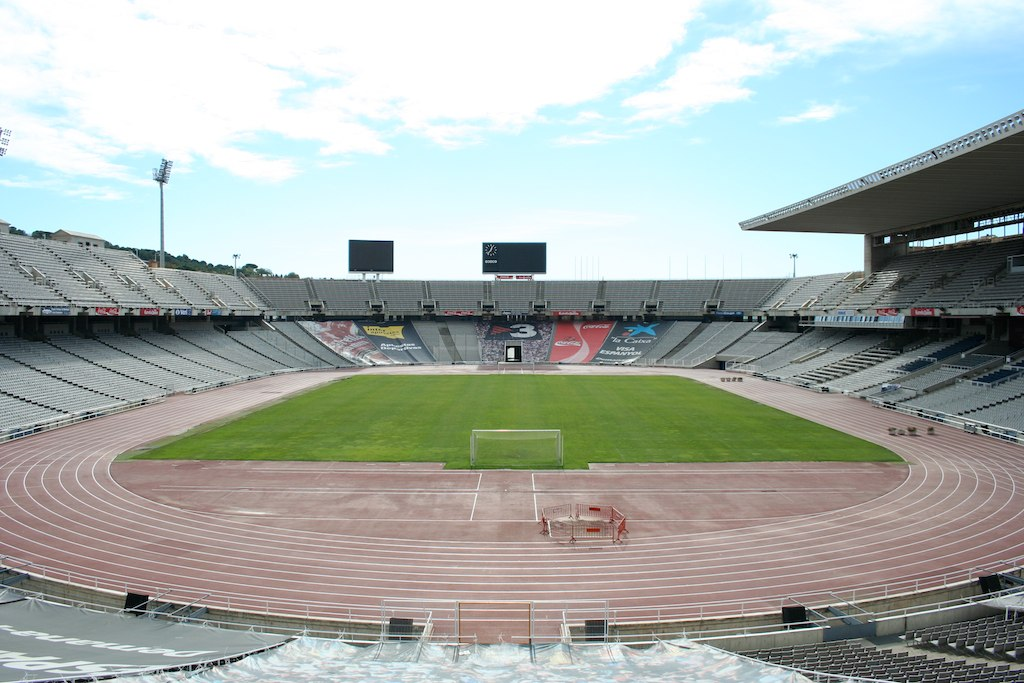
Das Olympiastadion von Barcelona im Jahr 2008

Der 200-Meter-Lauf der Frauen bei den Olympischen Spielen 1992 in Barcelona wurde am 3., 5. und 6. August 1992 in vier Runden im Olympiastadion Barcelona ausgetragen. 51 Athletinnen nahmen teil.
Olympiasiegerin wurde die US-Amerikanerin Gwen Torrence. Sie gewann vor den Jamaikanerinnen Juliet Cuthbert und Merlene Ottey.
Für Deutschland gingen Sabine Günther, frühere Sabine Rieger, Silke-Beate Knoll und Andrea Thomas an den Start. Günther und Thomas schieden im Viertelfinale aus, Knoll im Halbfinale.

Die Österreicherin Sabine Tröger scheiterte im Viertelfinale.

Athletinnen aus der Schweiz und Liechtenstein nahmen nicht teil.

## Aktuelle Titelträgerinnen
| Olympiasiegerin 1988                      | Florence Griffith-Joyner ( USA)       | 21,34 s | Seoul 1988            |
| Weltmeisterin 1991                        | Katrin Krabbe ( Deutschland)          | 22,09 s | Tokio 1991            |
| Europameisterin 1990                      | Katrin Krabbe ( DDR)                  | 21,95 s | Split 1990            |
| Panamerikanische Meisterin 1991           | Liliana Allen ( Kuba)                 | 23,11 s | Havanna 1991          |
| Zentralamerika und Karibik-Meisterin 1991 | Merlene Frazer ( Jamaika)             | 23,63 s | Xalapa 1991           |
| Südamerika-Meisterin 1991                 | Ximena Restrepo ( Kolumbien)          | 23,21 s | Manaus 1991           |
| Asienmeisterin 1991                       | Cheng Zhaojing ( Volksrepublik China) | 23,39 s | Kuala Lumpur 1991     |
| Afrikameisterin 1992                      | Elinda Vorster ( Südafrika)           | 23,60 s | Belle Vue Maurel 1992 |
| Ozeanienmeisterin 1990                    | Blindee Goonchew ( Australien)        | 25,30 s | Suva 1990             |

## Bestehende Rekorde
| Weltrekord         | 21,34 s | Florence Griffith-Joyner ( USA) | Finale OS Seoul, Südkorea | 29. September 1988 |
| Olympischer Rekord | 21,34 s | Florence Griffith-Joyner ( USA) | Finale OS Seoul, Südkorea | 29. September 1988 |

Der bestehende olympische Rekord wurde bei diesen Spielen nicht erreicht. Die Windbedingungen in den Halbfinalläufen und im Finalrennen waren allesamt von Gegenwind begleitet. Die schnellste Zeit erzielte die spätere Olympiasiegerin Gail Devers mit 21,72 s im zweiten Halbfinale am 5. August bei einem Gegenwind von 0,1 m/s. Den olympischen Rekord, gleichzeitig Weltrekord, verfehlte sie dabei um 38 Hundertstelsekunden.

## Vorrunde
Datum: 3. August 1992, 9:35 Uhr
Die Athletinnen traten zu insgesamt sieben Vorläufen an. Für das Viertelfinale qualifizierten sich pro Lauf die ersten vier Athletinnen. Darüber hinaus kamen die vier Zeitschnellsten, die sogenannten Lucky Loser, weiter. Die direkt qualifizierten Läuferinnen sind hellblau, die Lucky Loser hellgrün unterlegt.

### Vorlauf 1
Wind: +0,7 m/s
| Platz | Name                 | Nation         | Zeit    |
| ----- | -------------------- | -------------- | ------- |
| 1     | Mary Onyali-Omagbemi | Nigeria        | 23,06 s |
| 2     | Irina Priwalowa      | EUN            | 23,22 s |
| 3     | Lucrécia Jardim      | Portugal       | 23,26 s |
| 4     | Damayanthi Dharsha   | Sri Lanka      | 23,82 s |
| 5     | Melissa Moore        | Australien     | 23,86 s |
| 6     | Olga Mutanda         | Elfenbeinküste | 24,19 s |
| 7     | Vaciseva Tavaga      | Fidschi        | 25,07 s |
| DNS   | Marcel Winkler       | Südafrika      |         |

### Vorlauf 2
Wind: +0,3 m/s
| Platz | Name                 | Nation            | Zeit    |
| ----- | -------------------- | ----------------- | ------- |
| 1     | Merlene Ottey        | Jamaika           | 22,95 s |
| 2     | Jennifer Stoute      | Großbritannien    | 23,15 s |
| 3     | Sisko Hanhijoki      | Finnland          | 23,27 s |
| 4     | Huei-Chen Wang       | Chinesisch Taipeh | 23,37 s |
| 5     | Andrea Thomas        | Deutschland       | 23,52 s |
| 6     | Trương Hoàng Mỹ Linh | Vietnam           | 24,45 s |
| 7     | Zoila Stewart        | Costa Rica        | 24,64 s |

### Vorlauf 3
Wind: +0,2 m/s
| Platz | Name               | Nation              | Zeit    |
| ----- | ------------------ | ------------------- | ------- |
| 1     | Juliet Cuthbert    | Jamaika             | 22,99 s |
| 2     | Elinda Vorster     | Südafrika           | 23,14 s |
| 3     | Pauline Davis      | Bahamas             | 23,47 s |
| 4     | Heather Samuel     | Antigua und Barbuda | 24,09 s |
| 5     | Maguy Nestoret     | Frankreich          | 24,15 s |
| 6     | Ngozi Mwanamwambwa | Sambia              | 24,59 s |
| 7     | Nednapa Chommuak   | Thailand            | 24,76 s |
| 8     | Deirdre Caruana    | Malta               | 25,28 s |

### Vorlauf 4
Wind: ±0,0 m/s
| Platz | Name               | Nation         | Zeit    |
| ----- | ------------------ | -------------- | ------- |
| 1     | Silke-Beate Knoll  | Deutschland    | 22,83 s |
| 2     | Michelle Finn      | USA            | 23,00 s |
| 3     | Catharina de Lange | Niederlande    | 23,53 s |
| 4     | Simmone Jacobs     | Großbritannien | 23,90 s |
| 5     | Ágnes Kozáry       | Ungarn         | 24,50 s |
| 6     | Prisca Philip      | Barbados       | 24,56 s |
| DNF   | Oumou Sow          | Guinea         |         |
| DNS   | N’Deye Binta Dia   | Senegal        |         |

### Vorlauf 5
Wind: +0,5 m/s
| Platz | Name                | Nation                       | Zeit    |
| ----- | ------------------- | ---------------------------- | ------- |
| 1     | Galina Maltschugina | EUN                          | 23,08 s |
| 2     | Sabine Günther      | Deutschland                  | 23,41 s |
| 3     | Sabine Tröger       | Österreich                   | 23,72 s |
| 4     | Ruth Morris         | Amerikanische Jungferninseln | 24,17 s |
| 5     | Dawnette Douglas    | Bermuda                      | 25,03 s |
| 6     | Manda Kanouté       | Mali                         | 26,03 s |
| DSQ   | Chen Zhaojing       | Volksrepublik China          |         |

### Vorlauf 6
Wind: +1,3 m/s
| Platz | Name                 | Nation       | Zeit    |
| ----- | -------------------- | ------------ | ------- |
| 1     | Carlette Guidry      | USA          | 22,99 s |
| 2     | Melinda Gainsford    | Australien   | 23,18 s |
| 3     | Anelija Nunewa       | Bulgarien    | 23,32 s |
| 4     | Karen Clarke         | Kanada       | 23,57 s |
| 5     | Valérie Jean-Charles | Frankreich   | 23,69 s |
| 6     | Gaily Dube           | Simbabwe     | 24,15 s |
| 7     | Melrose Mansaray     | Sierra Leone | 24,67 s |
| DSQ   | Jacqueline Solíz     | Bolivien     |         |

### Vorlauf 7
Wind: −0,7 m/s
| Platz | Name               | Nation           | Zeit    |
| ----- | ------------------ | ---------------- | ------- |
| 1     | Gwen Torrence      | USA              | 22,66 s |
| 2     | Grace Jackson      | Jamaika          | 22,72 s |
| 3     | Marina Trandenkowa | EUN              | 22,79 s |
| 4     | Lalao Ravaonirina  | Madagaskar       | 23,58 s |
| 5     | Iolanda Oanță      | Rumänien         | 23,83 s |
| 6     | Georgette Nkoma    | Kamerun          | 23,85 s |
| 7     | Ruth Mangue        | Äquatorialguinea | 27,65 s |

## Viertelfinale
Datum: 3. August 1992, 18:45 Uhr
Aus dem Viertelfinale qualifizierten sich pro Lauf die ersten vier Athletinnen (hellblau unterlegt) für das Halbfinale.

### Lauf 1
Wind: ±0,0 m/s
| Platz | Name                 | Nation            | Zeit    |
| ----- | -------------------- | ----------------- | ------- |
| 1     | Juliet Cuthbert      | Jamaika           | 22,01 s |
| 2     | Michelle Finn        | USA               | 22,42 s |
| 3     | Pauline Davis        | Bahamas           | 22,44 s |
| 4     | Silke-Beate Knoll    | Deutschland       | 22,46 s |
| 5     | Marina Trandenkowa   | EUN               | 22,50 s |
| 6     | Huei-Chen Wang       | Chinesisch Taipeh | 22,93 s |
| 7     | Simmone Jacobs       | Großbritannien    | 23,61 s |
| 8     | Valérie Jean-Charles | Frankreich        | 23,64 s |

### Lauf 2

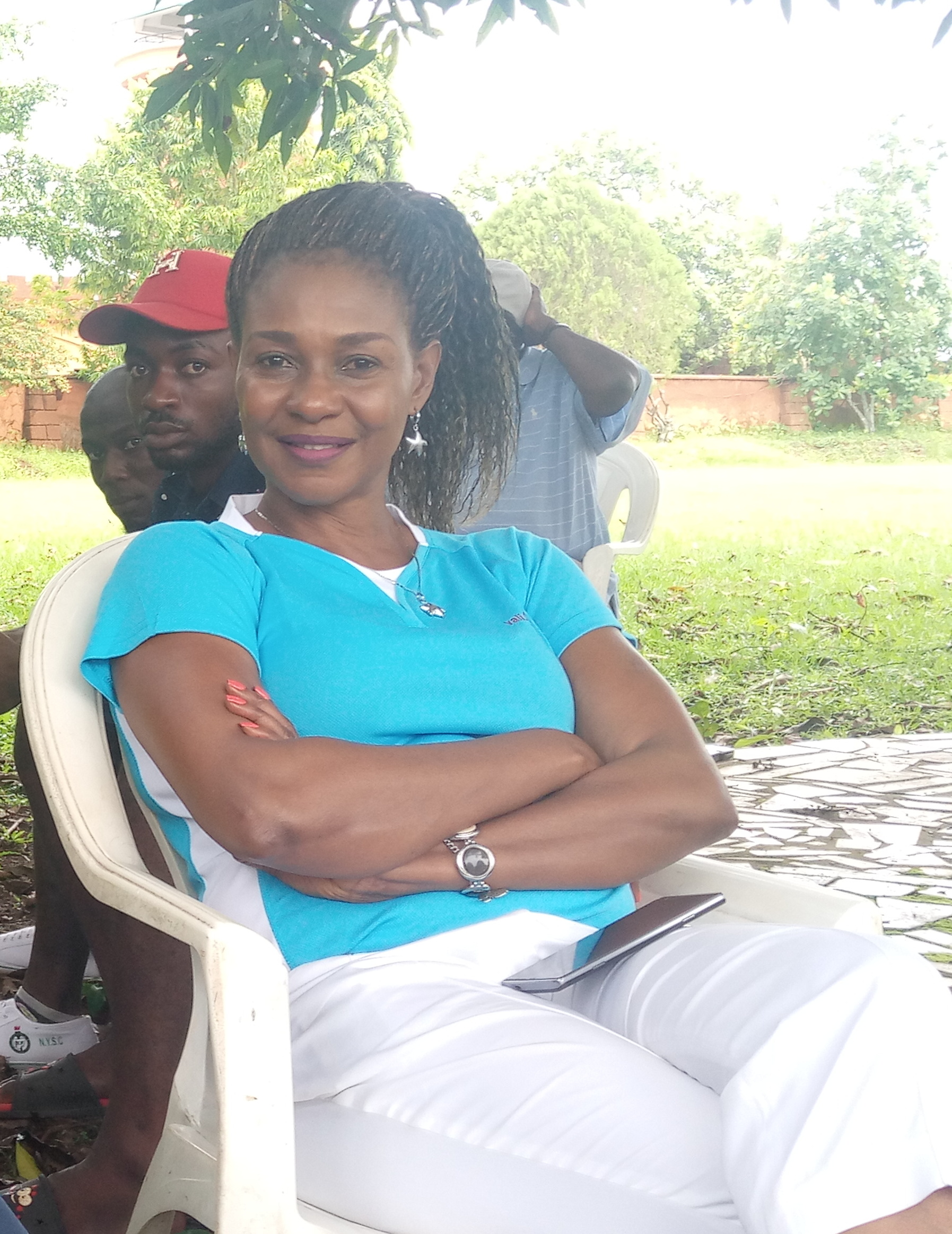
Mary Onyali (hier im Jahr 2017) scheiterte als Fünfte des zweiten Halbfinals
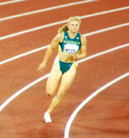
Melinda Gainsford – ausgeschieden als Siebte des zweiten Halbfinals

Wind: ±0,0 m/s
| Platz | Name               | Nation     | Zeit    |
| ----- | ------------------ | ---------- | ------- |
| 1     | Gwen Torrence      | USA        | 22,21 s |
| 2     | Grace Jackson      | Jamaika    | 22,59 s |
| 3     | Elinda Vorster     | Südafrika  | 22,99 s |
| 4     | Sisko Hanhijoki    | Finnland   | 23,09 s |
| 5     | Lucrécia Jardim    | Portugal   | 23,09 s |
| 6     | Lalao Ravaonirina  | Madagaskar | 23,63 s |
| 7     | Damayanthi Dharsha | Sri Lanka  | 23,89 s |
| 8     | Georgette Nkoma    | Kamerun    | 24,06 s |

### Lauf 3

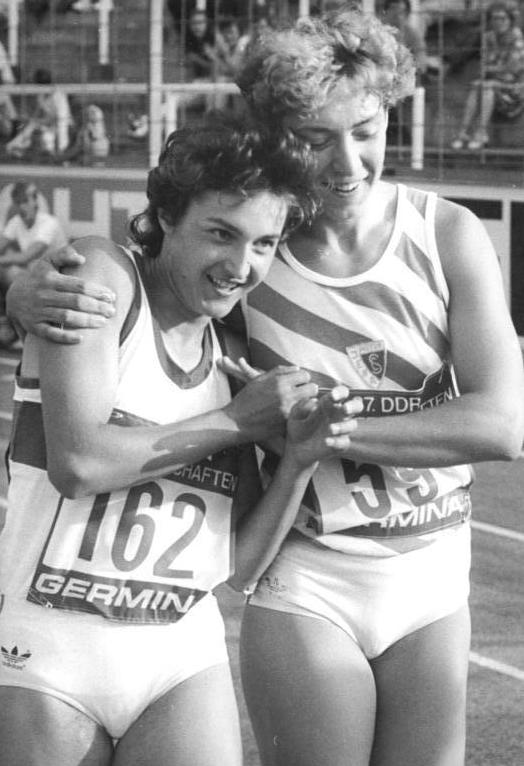
Sabine Günther (rechts) verpasste das Halbfinale als
Fünfte des dritten Viertelfinals
um einen Rang

Wind: −1,2 m/s
| Platz | Name                | Nation              | Zeit    |
| ----- | ------------------- | ------------------- | ------- |
| 1     | Galina Maltschugina | EUN                 | 22,22 s |
| 2     | Carlette Guidry     | USA                 | 22,26 s |
| 3     | Anelija Nunewa      | Bulgarien           | 22,62 s |
| 4     | Jennifer Stoute     | Großbritannien      | 22,73 s |
| 5     | Sabine Günther      | Deutschland         | 23,10 s |
| 6     | Iolanda Oanță       | Rumänien            | 23,75 s |
| 7     | Karen Clarke        | Kanada              | 23,80 s |
| 8     | Heather Samuel      | Antigua und Barbuda | 24,12 s |

### Lauf 4
Wind: −0,9 m/s
| Platz | Name               | Nation                       | Zeit    |
| ----- | ------------------ | ---------------------------- | ------- |
| 1     | Merlene Ottey      | Jamaika                      | 21,94 s |
| 2     | Irina Priwalowa    | EUN                          | 22,45 s |
| 3     | Mary Onyali        | Nigeria                      | 22,60 s |
| 4     | Melinda Gainsford  | Australien                   | 23,03 s |
| 5     | Andrea Thomas      | Deutschland                  | 23,19 s |
| 6     | Catharina de Lange | Niederlande                  | 23,41 s |
| 7     | Sabine Tröger      | Österreich                   | 23,41 s |
| 8     | Ruth Morris        | Amerikanische Jungferninseln | 24,26 s |

## Halbfinale
Datum: 5. August 1992, 18:50 Uhr
Die jeweils ersten vier Athletinnen qualifizierten sich in den beiden Halbfinalläufen für das Finale (hellblau unterlegt).

### Lauf 1
Wind: −1,6 m/s
| Platz | Name                | Nation      | Zeit    |
| ----- | ------------------- | ----------- | ------- |
| 1     | Merlene Ottey       | Jamaika     | 22,12 s |
| 2     | Carlette Guidry     | USA         | 22,31 s |
| 3     | Galina Maltschugina | EUN         | 22,44 s |
| 4     | Grace Jackson       | Jamaika     | 22,58 s |
| 5     | Silke-Beate Knoll   | Deutschland | 22,60 s |
| 6     | Pauline Davis       | Bahamas     | 22,61 s |
| 7     | Elinda Vorster      | Südafrika   | 23,08 s |
| 8     | Sisko Hanhijoki     | Finnland    | 23,26 s |

### Lauf 2
- Mary Onyali (hier im Jahr 2017) scheiterte
als Fünfte des zweiten Halbfinals
- Melinda Gainsford – ausgeschieden
als Siebte des zweiten Halbfinals

Wind: −0,1 m/s
| Platz | Name              | Nation         | Zeit    |
| ----- | ----------------- | -------------- | ------- |
| 1     | Gwen Torrence     | USA            | 21,72 s |
| 2     | Juliet Cuthbert   | Jamaika        | 21,75 s |
| 3     | Irina Priwalowa   | EUN            | 22,08 s |
| 4     | Michelle Finn     | USA            | 22,39 s |
| 5     | Mary Onyali       | Nigeria        | 22,60 s |
| 6     | Jennifer Stoute   | Großbritannien | 23,01 s |
| 7     | Melinda Gainsford | Australien     | 23,03 s |
| DNS   | Anelija Nunewa    | Bulgarien      |         |

## Finale
Datum: 6. August 1992, 18:25 Uhr
Wind: −0,6 m/s
| Platz | Name                | Nation  | Zeit    |
| ----- | ------------------- | ------- | ------- |
| 1     | Gwen Torrence       | USA     | 21,81 s |
| 2     | Juliet Cuthbert     | Jamaika | 22,02 s |
| 3     | Merlene Ottey       | Jamaika | 22,09 s |
| 4     | Irina Priwalowa     | EUN     | 22,19 s |
| 5     | Carlette Guidry     | USA     | 22,30 s |
| 6     | Grace Jackson       | Jamaika | 22,58 s |
| 7     | Michelle Finn       | USA     | 22,61 s |
| 8     | Galina Maltschugina | EUN     | 22,63 s |

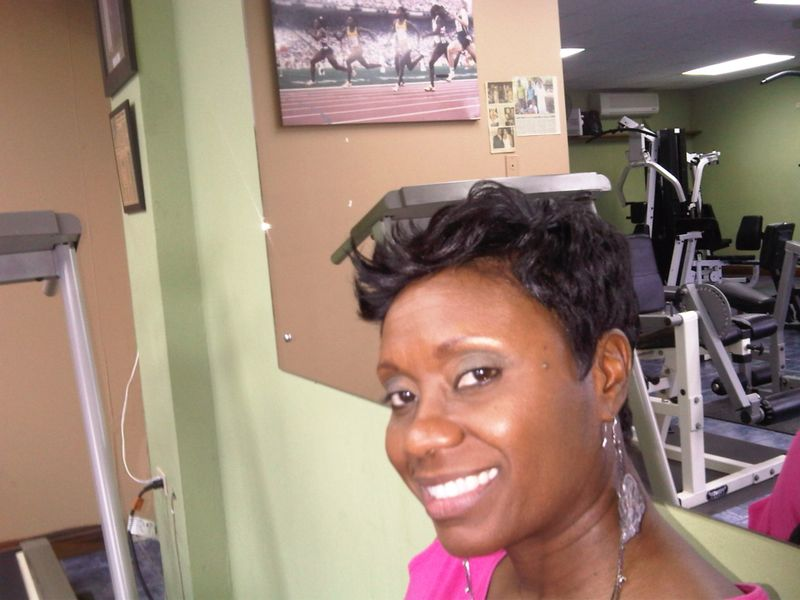
Juliet Cuthbert (Foto: 2014) errang
wie schon über 100 Meter die Silbermedaille

Im Finale waren nur drei Nationen vertreten. Jeweils drei Läuferinnen kamen aus Jamaika und den USA, zwei Athletinnen starteten für das Vereinte Team.
Die amtierende Weltmeisterin Katrin Krabbe war wegen Verstoßes gegen die Dopingbestimmungen gesperrt worden. Favoritinnen waren vor allem die Läuferinnen, die bei den Weltmeisterschaften des letzten Jahres die Plätze hinter Krabbe belegt hatten. Dies waren die US-Amerikanerin Gwen Torrance, hier in Barcelona Vierte über 100 Meter, die Jamaikanerin Merlene Ottey, Fünfte des 100-Meter-Finales von Barcelona und die für das Vereinte Team startende Russin Irina Priwalowa, 100-Meter-Bronzemedaillengewinnerin. Nach ihrer Silbermedaille über 100 Meter musste auch die Jamaikanerin Juliet Cuthbert mit zu den Favoritinnen gezählt werden.
Gwen Torrance hatte sehr viel Aufmerksamkeit erregt, indem sie zwei der drei Medaillengewinnerinnen des 100-Meter-Finals von Barcelona des Dopings bezichtigt hatte, wobei sie nicht sagte, wen genau sie meine. Kurz vor dem Beginn des 200-Meter-Wettkampfes zog sie ihre Äußerung zurück.
Im Finalrennen kamen Torrence und Ottey fast gleichauf aus der Kurve, Priwalowa und Cuthbert lagen nur hauchdünn zurück. Gwen Torrence war auf der Zielgerade die Läuferin mit dem größten Stehvermögen und wurde mit etwas mehr als zwei Zehntelsekunden Vorsprung Olympiasiegerin. Im Kampf um die weiteren Medaillen ging es enger zu. Juliet Cuthbert gewann ihre zweite Silbermedaille sieben Hundertstelsekunden vor Merlene Ottey. Eine Zehntelsekunde hinter Ottey belegte Irina Priwalowa den vierten Platz. Fünfte wurde die US-Amerikanerin Carlette Guidry vor Grace Jackson aus Jamaika.
Für die USA war es die dritte Goldmedaille in Folge über 200 Meter der Frauen.

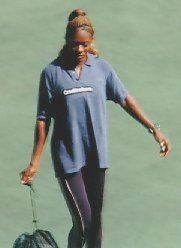
Bronze gab es für Merlene Ottey – ihr fehlten sieben Hundertstelsekunden auf Silber
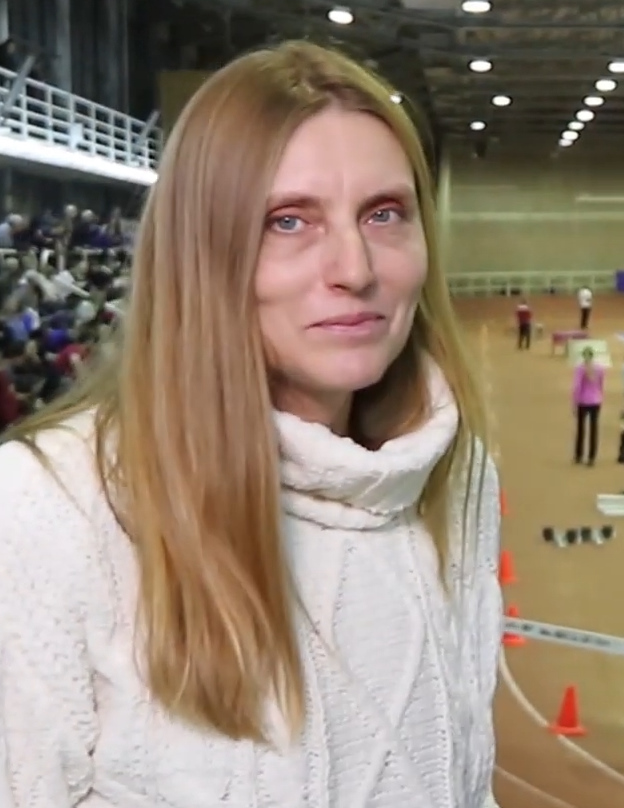
Die 100-Meter-Bronzemedaillengewinnerin Irina Priwalowa (hier Jahr 2020) belegte auf der doppelt so langen Strecke den vierten Platz

## Videolinks
- Women's 200m Final Barcelona Olympic 1992, youtube.com, abgerufen am 14. Februar 2018
- Women's 200m Semi-Finals - 1992 Olympic Games, youtube.com, abgerufen am 23. Dezember 2021